# Josef Jurkanin
Josef Jurkanin (5 de março de 1949) é um ex-futebolista profissional checo que atuava como atacante.

## Carreira
Josef Jurkanin fez parte do elenco da Seleção Checoslovaca de Futebol, na Copa de 70.